# Rocío Margarita Gámez Carrillo
Rocío Margarita Gámez Carrillo és una bacteriòloga colombiana, receptora d'una beca Premis L'Oréal-UNESCO a Dones en Ciència el 2012 per la seva feina investigadora de la mà de la Corporació Colombiana d'Investigació Agropecuària (CORPOICA).

## Biografia
Gámez va obtenir un títol en Bacteriologia el 1994 en la Pontifícia Universitat Javeriana. L'any 2000 va obtenir una doctorat en Microbiologia Industrial en la mateixa institució presentant una tesi relacionada amb la propagació massiva de la llavor de papa d'alta qualitat a través de bioreactors i anàlisi de varietat genètica induïda. Al 2016 va obtenir un Doctorat en Biociències en la Universitat de La Sabana.
Des de finals de la dècada de 1990, Gámez ha estat vinculada professionalment amb la Corporació Colombiana d'Investigació Agropecuària (CORPOICA), desempenyorant-se com a docent en temàtiques com a propagació in vitro, tècniques de certificació i capacitació a petits productors agropecuaris; i com a investigadora, liderant projectes en desenvolupament tecnològic en productes agrícoles com ara la iuca, el plàtan i el nyam.
L'any 2012 la investigadora va rebre el prestigiós Premi L'Oréal-UNESCO a Dones en Ciència per la seva feina investigadora i científica orientada al coneixement i la promoció de la biodiversitat microbiana del terra. Gámez suggereix en la seva investigació avaluar diferents mecanismes de control bacterià en les plantes, seleccionant el millor tractament a través de la comparació dels paràmetres agronòmics. En paraules de la investigadora, aquest projecte beneficiaria els productors agrícoles en disminuir dràsticament l'ús de fertilitzants químics per obtenir plàntules de més alta qualitat.

## Premis i reconeixements
- 2012 - Beca L'Oréal-UNESCO a Dones en Ciència.[1][5]

## Publicacions seleccionades
A Colòmbia
- 2008 - Antagonismo in vitro de Trichoderma harzianum Rifai sobre Fusarium solani, asociado a la marchitez en maracuyá
- 2008 - Efecto biocontrolador de Trichoderma harzianum contra Fusarium oxisporum, causante de la secadera de maracuya en la zona bananera del Magdalena

Als Estats Units
- 2015 - Genome Sequence of the Banana Plant Growth-Promoting Rhizobacterium Bacillus amyloliquefaciens
- 2016 - Genome Sequence of the Banana Plant Growth-Promoting Rhizobacterium Pseudomones fluorescens[1]